# Estación de Place d'Italie
Place d'Italie (en español: plaza de Italia) es una estación del Metro de París. Pertenece a las líneas 5, 6 y 7, siendo uno de los terminales de la línea 5. Se encuentra en pleno corazón del XIII Distrito. En 2004, era la octava estación de la red con más viajeros con más de 13 millones de usuarios. Debe su nombre a la plaza de Italia bajo la cual se encuentra situada. 

## Historia
La estación se abrió el público el 24 de abril de 1906, inicialmente como una ampliación de la línea 2 sur (que se llamaba así para distinguirla de la línea 2). El 2 de junio, de aquel mismo año, se creó el primer tramo de la línea 5 uniendo la recién creada estación de plaza de Italia con la antigua estación de Orleans, hoy estación de Gare d'Austerlitz. El 14 de octubre de 1907, la línea 5 es fusionada con la línea 2 sur, desapareciendo esta última como tal. 
El 1 de marzo de 1909, se abrió al tráfico la línea 6 uniendo la estación de place d'Italie con la estación de Nation. Como consecuencia de ello se volvió a poner en servicio la antigua estación de la línea 2 sur. 
En 1930, se creó la línea 10, que poco después pasaría a llamarse línea 7. 
Hay que esperar hasta 1942 para que la estación adquiera su estructura actual. De esta forma se consolidó como final de trayecto de la línea 5, dejó de serlo de la línea 6 tras su ampliación hasta la Estación de Charles de Gaulle-Étoile y se integró plenamente en la línea 7.
Entre el 25 de junio y el 2 de septiembre de 2007, se cerraron los andenes de la línea 5 para construir la boucle d'Italie, un tramo circular que permite a los trenes girar retomando de forma más fluida la marcha en el otro sentido.

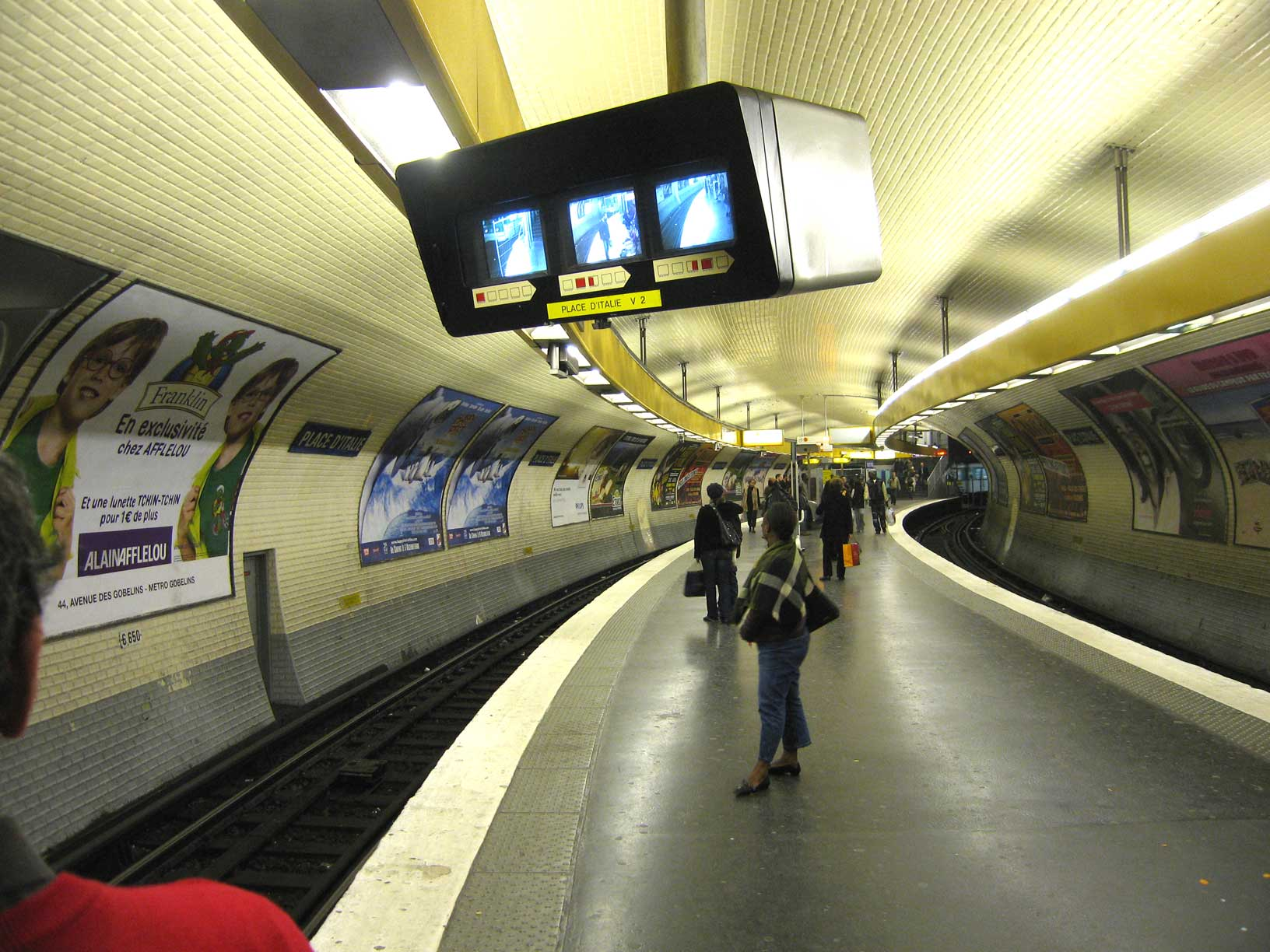
La estación de la línea 5

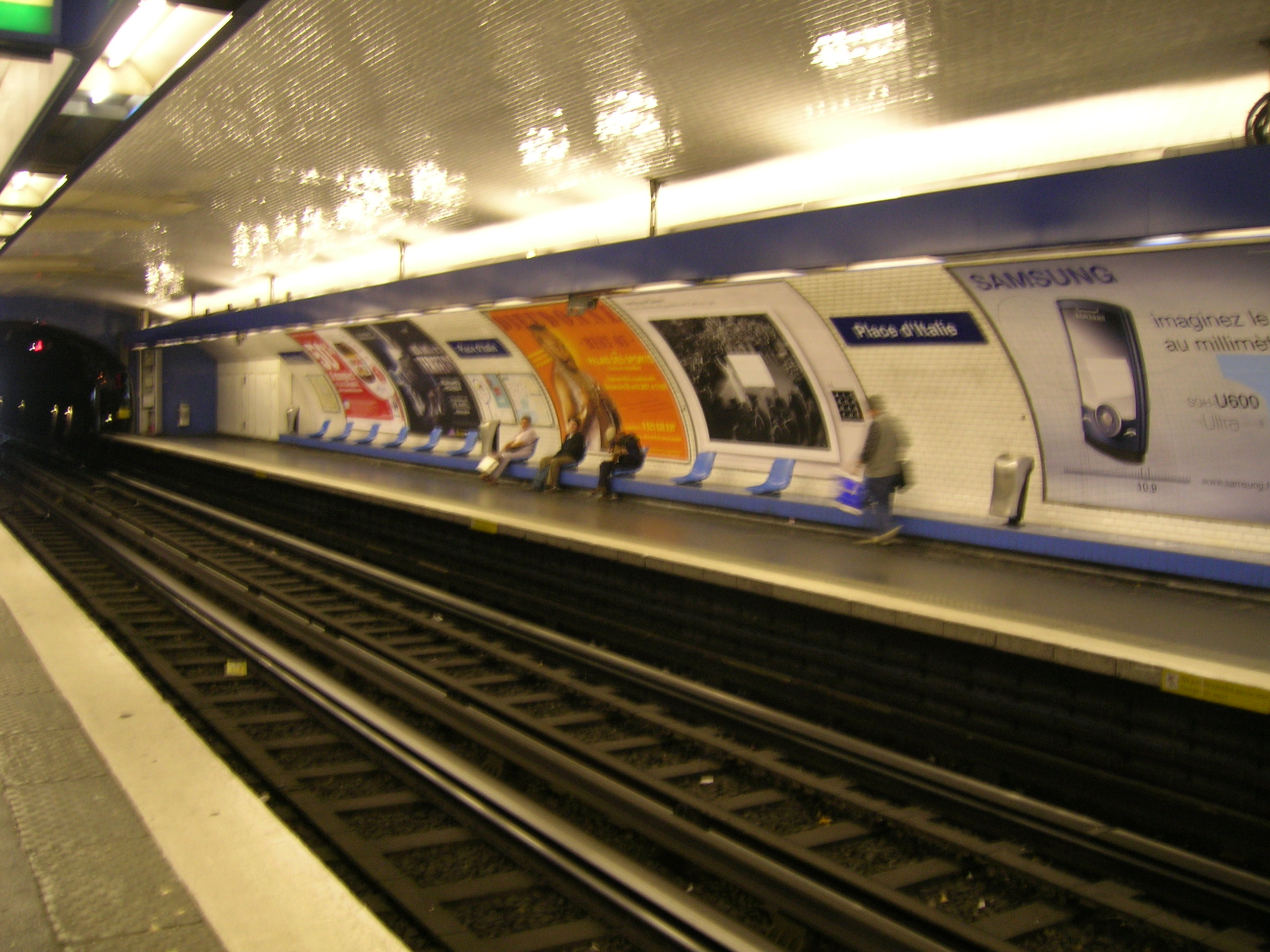
La estación de la línea 6

## Descripción
Place d'Italie es la principal estación de metro del XIII Distrito. El complejo ferroviario se compone de las estaciones de las tres líneas de metro, del término de la línea 5, un taller de la línea 6 y dos enlaces: uno entre las líneas 5 y 6, y otro, entre las líneas 6 y 7. 

### Estación de la línea 5
Se compone de un único andén central en curva y de dos vías, una en cada sentido. El diseño sigue los esquemas clásicos usando azulejos blancos biselados. El color, concretamente el naranja, similar al usado por la línea sólo está presente en la estructura que sostiene la iluminación de la estación.

### Estación de la línea 6
Se compone de dos andenes laterales y de dos vías, una en cada sentido. Sigue también el diseño clásico tal y como lo retomó Motte a principios de los años 70 donde el predominio de los azulejos blancos es roto por la presencia de un azul marino en la boca del túnel, la zona de los asientos y la iluminación.

### Estación de la línea 7
Se compone de dos andenes laterales y de dos vías, una en cada sentido. Guarda un gran parecido con su homóloga de la línea 6 sustituyendo el azul marino por un verde pistacho, que en este caso, no cubre la boca del túnel.

## Accesos
La estación tiene cuatro accesos:
- Acceso 1: Auguste Blanqui, a través de una escalera a la altura del número 2 de la calle Bobillot
- Acceso 2: Grand Écran, a través de una escalera a la altura de la plaza de Italia.
- Acceso 3: Vincent Auriol, a través de una escalera y una escalera mecánica a la altura del nº182 del bulevar Vincent-Auriol.
- Acceso 4: Mairie du XIIIème, a través de una escalera a la altura del número 145 del bulevar del Hospital

## Lugares de interés
La estación permite acceder a:
- Alcaldía del XIII Distrito
- Complejo Écran, obra de Kenzo Tange
- Centro comercial Italie 2
- Barrio de la Butte aux Cailles